# Lettre (alphabet)
Pour les articles homonymes, voir Lettre.

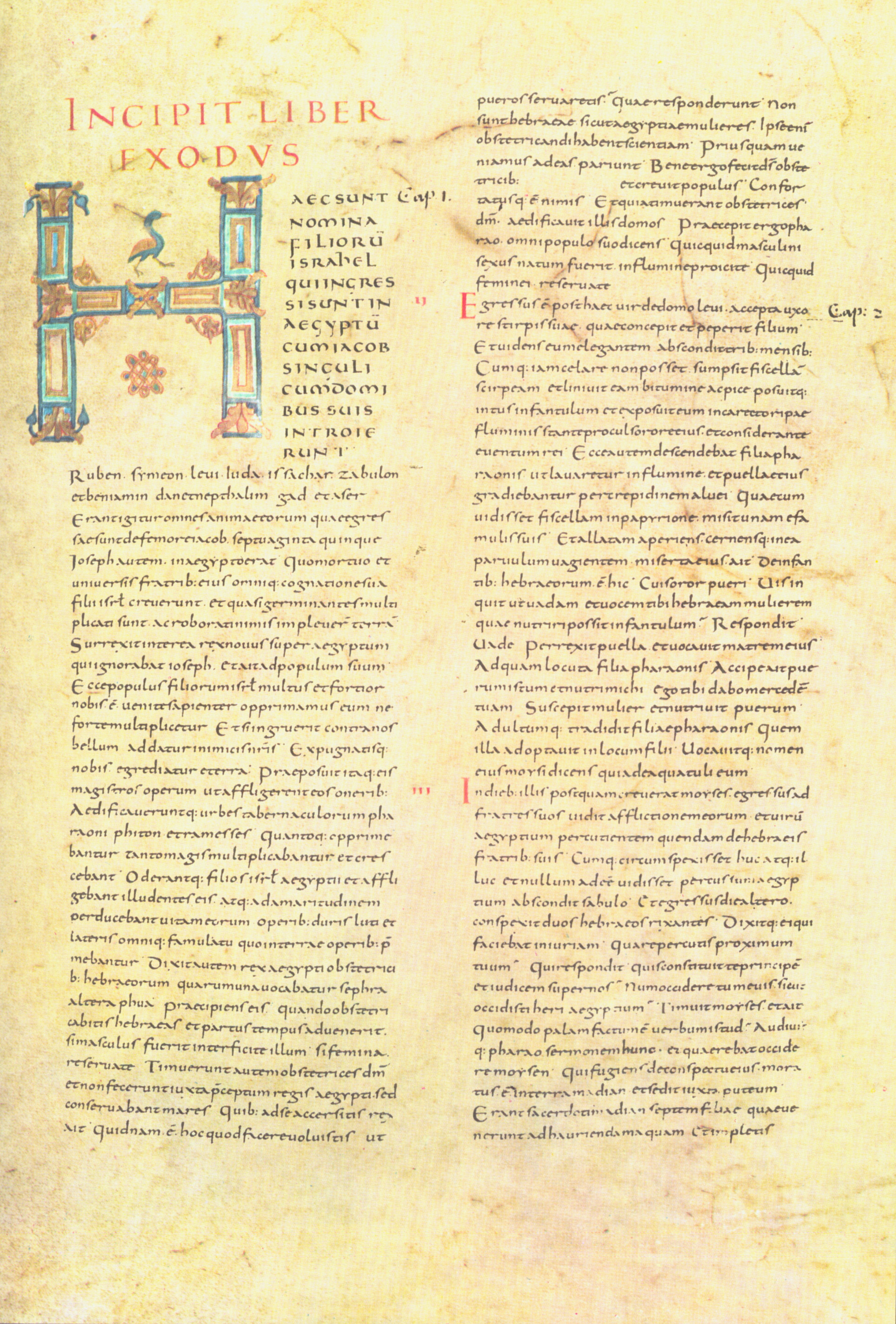
Page avec lettrine « H » du manuscrit de la Bible de Moutier-Grandval, écrit en minuscules carolingiennes à Saint-Martin de Tours vers 840.

La lettre est l'un des signes graphiques formant un alphabet et servant à transcrire une langue.
Ce mot provient du latin littera « caractère d’écriture », dont l’origine est inconnue. Le Dictionnaire étymologique de la langue latine d'Ernout et Meillet signale une possible provenance grecque ou un emprunt étrusque, « hypothèse ingénieuse et séduisante, mais non rigoureusement démontrable. »

## Histoire

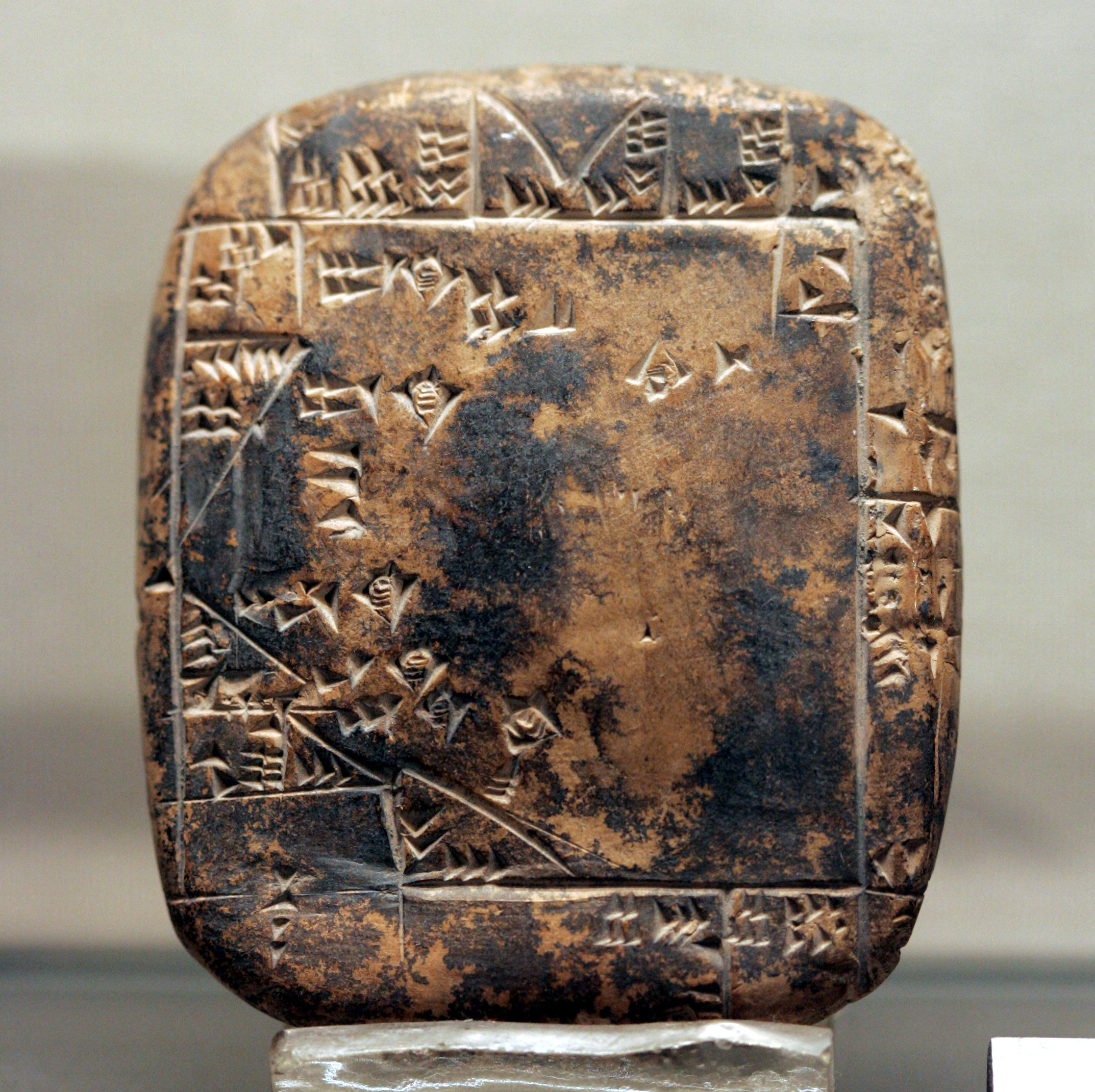
Plan d’une propriété de la cité d’Umma, avec indication des superficies, Mésopotamie vers 2350 à 2000 av. J.-C. (Troisième dynastie d’Ur). Musée du Louvre.

L'écriture est apparue en Mésopotamie vers 3500 av. J.-C. et en Égypte vers 3300 av. J.-C.
Pour la première fois, en 2400 av. J.-C., les Égyptiens écrivirent sur des papyrus.
Le premier véritable alphabet naquit en 1400 av. J.-C.
Au IIIe siècle av. J.-C., l'alphabet latin de 19 lettres, ancêtre de l'alphabet européen, fit son apparition.

## Assemblage
Le mot simple, unité porteuse de signification d'une langue donnée, est un assemblage d'une ou plusieurs lettres, éventuellement complétées par des signes diacritiques (accents, cédille, points, crochets, tilde, rond, etc.).
Les lettres d'un mot sont juxtaposées de façon conventionnelle : en français, elles sont alignées horizontalement et écrites de gauche à droite. Cependant, sur les affiches ou enseignes, elles peuvent être disposées différemment, notamment verticalement, de haut en bas.

## Type de lettres

### Alphabets
Chaque système d'écriture fondé sur un alphabet ou abjad possède ses propres lettres. Certaines lettres se retrouvent dans plusieurs alphabets, avec cependant des graphies et prononciations nuancées. Exemples d'alphabets :
- Alphabet runique : ᚠ, ᚢ, ᚦ, ᚨ, ᚱ, ᚲ, ᚷ, ᚹ, ᚺ, ᚾ, ᛁ, ᛃ, ᛇ, ᛈ, ᛉ, ᛊ, ᛏ, ᛒ, ᛖ, ᛗ, ᛚ, ᛜ, ᛞ, ᛟ.

- Alphabet grec : Α, Β, Γ, Δ, Ε, Ζ, Η, Θ, Ι, Κ, Λ, Μ, Ν, Ξ, Ο, Π, Ρ, Σ, Τ, Υ, Φ, Χ, Ψ, Ω.

- Alphabet étrusque : 𐌀, 𐌁, 𐌂, 𐌃, 𐌄, 𐌅, 𐌆, 𐌇, 𐌈, 𐌉, 𐌊, 𐌋, 𐌌, 𐌍, 𐌎, 𐌏, 𐌐, 𐌑, 𐌒, 𐌓, 𐌔, 𐌕, 𐌖, 𐌗, 𐌘, 𐌙, 𐌚, 𐌛, 𐌜, 𐌝, 𐌞, 𐌟, 𐌠, 𐌡, 𐌢, 𐌣, 𐌭, 𐌮, 𐌯.

- Alphabet latin (de base) : A, B, C, D, E, F, G, H, I, J, K, L, M, N, O, P, Q, R, S, T, U, V, W, X, Y, Z.

- Alphabet cyrillique : А, Б, В, Г, Ґ, Д, Е, Є, Ж, З, И, І, Ї, Й, К, Л, М, Н, О, П, Р, С, Т, У, Ф, Х, Ц, Ч, Ш, Щ, Ю, Я, Ъ, Ь, Ђ, Љ, Њ, Ћ, Џ, Ы.

- Alphabet copte : Ⲁ, Ⲃ, Ⲅ, Ⲇ, Ⲉ, Ⲋ, Ⲍ, Ⲏ, Ⲑ, Ⲓ, Ⲕ, Ⲗ, Ⲙ, Ⲛ, Ⲝ, Ⲟ, Ⲡ, Ⲣ, Ⲥ, Ⲧ, Ⲩ, Ⲫ, Ⲭ, Ⲯ, Ⲱ, Ϣ, Ϥ, Ϧ, Ϩ, Ϫ, Ϭ, Ϯ, Ⳁ.

- Alphabet arménien : Ա, Բ, Գ, Դ, Ե, Զ, Է, Ը, Թ, Ժ, Ի, Լ, Խ, Ծ, Կ, Հ, Ձ, Ղ, Ճ, Մ, Յ, Ն, Շ, Ո, Չ, Պ, Ջ, Ռ, Ս, Վ, Տ, Ր, Ց, Ւ, Փ, Ք, Օ, Ֆ.

- Alphabet géorgien : ა, ბ, გ, დ, ე, ვ, ზ, თ, ი, კ, ლ, მ, ნ, ო, პ, ჟ, რ, ს, ტ, უ, ფ, ქ, ღ, ყ, შ, ჩ, ც, ძ, წ, ჭ, ხ, ჯ, ჰ.

- Alphabet glagolitique : Ⰰ, Ⰱ, Ⰲ, Ⰳ, Ⰴ, Ⰵ, Ⰶ, Ⰷ, Ⰸ, Ⰹ, Ⰻ, Ⰼ, Ⰽ, Ⰾ, Ⰿ, Ⱀ, Ⱁ, Ⱂ, Ⱃ, Ⱄ, Ⱅ, Ⱆ, Ⱇ, Ⱈ, Ⱉ, Ⱌ, Ⱍ, Ⱎ, Ⱋ, Ⱏ, ⰟⰉ, Ⱐ, Ⱑ, Ⱖ, Ⱓ, Ⱔ, Ⱗ, Ⱘ, Ⱙ, Ⱚ, Ⱛ.

- Alphabet hébreu : (de droite à gauche) א, ב, ג, ד, ה, ו, ז, ח, ט, י, כ, ל, מ, נ, ס, ע, פ, צ, ק, ר, ש, ת.

- Alphabet syriaque : (de droite à gauche) ܐ, ܒ, ܓ, ܕ, ܗ, ܘ, ܙ, ܚ, ܛ, ܝ, ܟܟ, ܠ, ܡܡ, ܢܢ, ܣ, ܥ, ܦ, ܨ, ܩ, ܪ, ܫ, ܬ.

- Alphabet arabe : (de droite à gauche) ﺍ, ﺏ, ﺕ, ﺙ, ﺝ, ﺡ, ﺥ, ﺩ, ﺫ, ﺭ, ﺯ, ﺱ, ﺵ, ﺹ, ﺽ, ﻁ, ﻅ, ﻉ, ﻍ, ﻑ, ﻕ, ﻙ, ﻝ, ﻡ, ﻥ, هـ, ﻭ, ﻱ.

- Hangeul (alphabet coréen) : ㄱ, ㄲ, ㄴ, ㄷ, ㄸ, ㄹ, ㅁ, ㅂ, ㅃ, ㅅ, ㅆ, ㅇ, ㅈ, ㅉ, ㅊ, ㅋ, ㅌ, ㅍ, ㅎ, ㅏ, ㅐ, ㅑ, ㅒ, ㅓ, ㅔ, ㅕ, ㅖ, ㅗ, ㅘ, ㅙ, ㅚ, ㅛ, ㅜ, ㅝ, ㅞ, ㅟ, ㅠ, ㅡ, ㅢ, ㅣ.

- Bopomofo : ㄅ, ㄆ, ㄇ, ㄈ, ㄉ, ㄊ, ㄋ, ㄌ, ㄍ, ㄎ, ㄏ, ㄐ, ㄑ, ㄒ, ㄓ, ㄔ, ㄕ, ㄖ, ㄗ, ㄘ, ㄙ, ㄚ, ㄛ, ㄜ, ㄝ, ㄞ, ㄟ, ㄠ, ㄡ, ㄢ, ㄣ, ㄤ, ㄥ, ㄦ, ㄧ, ㄨ, ㄩ, ㄭ.

- Alphabet oghamique : ᚁ, ᚂ, ᚃ, ᚄ, ᚅ, ᚆ, ᚇ, ᚈ, ᚉ, ᚊ, ᚋ, ᚌ, ᚍ, ᚎ, ᚏ, ᚐ, ᚑ, ᚒ, ᚓ, ᚔ, ᚕ, ᚖ, ᚗ, ᚘ, ᚙ, ᚚ.

- Alphabet guèze : ሀ, ለ, ሐ, መ, ሠ, ረ, ሰ, ሸ, ቀ, በ, ተ, ቸ, ኀ, ነ, ኘ, አ, ከ, ኸ, ወ, ዐ, ዘ, ዠ, የ, ደ, ጀ, ገ, ጠ, ጨ, ጰ, ጸ, ፀ, ፈ, ፐ.

- Tifinagh (alphabet amazighe) : ⴰ, ⴱ, ⵛ, ⴷ, ⴹ, ⴻ, ⴼ, ⴳ, ⴳⵯ, ⵀ, ⵃ, ⵉ, ⵊ, ⴽ, ⴽⵯ, ⵍ, ⵎ, ⵏ, ⵓ, ⵄ, ⵖ, ⵅ, ⵇ, ⵔ, ⵕ, ⵙ, ⵚ, ⵜ, ⵟ, ⵡ, ⵢ, ⵣ, ⵥ.

- Alphabet bengali : অ, আ, ই, ঈ, উ, ঊ, ঋ, এ, ঐ, ও, ঔ, ক, খ, গ, ঘ, ঙ, চ, ছ, জ, ঝ, ঞ, ট, ঠ, ড, ঢ, ণ, ত, থ, দ, ধ, ন, প, ফ, ব, ভ, ম, য, ল, শ, ষ, স, হ,ক্ষ, ড়, ঢ়, য়, ৎ, ং, ঃ, ঁ.

- Alphabet braille : ⠁, ⠃, ⠉, ⠙, ⠑, ⠋, ⠛, ⠓, ⠊, ⠚, ⠅, ⠇, ⠍, ⠝, ⠕, ⠏, ⠟, ⠗, ⠎, ⠞, ⠥, ⠧, ⠭, ⠽, ⠵, ⠯, ⠿, ⠷, ⠮, ⠾, ⠡, ⠣, ⠩, ⠹, ⠱, ⠫, ⠻, ⠳, ⠪, ⠺.

### Casse

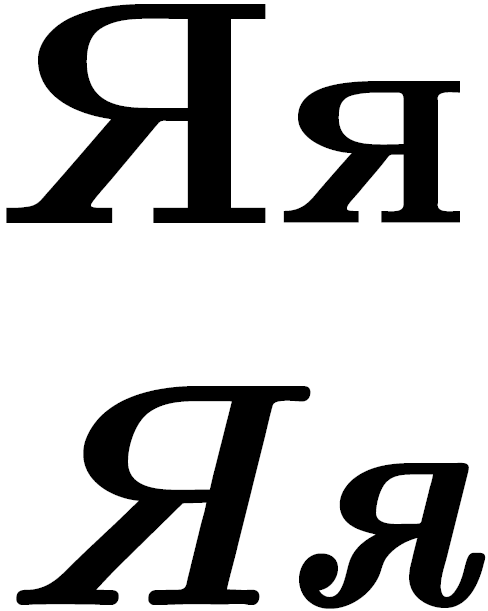
de l’alphabet cyrillique (son « ia ») : lettre Я en minuscule et capitale et en italique.

## Graphie
La graphie d'une même lettre peut varier :
- pour un couple de lettres donné, souvent un doublement de la même lettre ;
- en fonction de sa place dans le mot ; par exemple :
  - la lettre grecque σ s'écrit ς à la fin d'un mot (c'est une variante contextuelle) ;
  - utilisation de la capitale pour l'initiale de certains mots.

## Codification
La standardisation, liée notamment à l'informatique, a amené une codification des lettres et autres signes de transcription des langues et des sciences. Le système le plus connu est Unicode, basé sur la norme ISO/CEI 10646.

## Arts
Les lettres se retrouvent dans les arts de la cuisine (pâte alimentaire alphabet), de la pâtisserie (nic-nac) et de la calligraphie.